# Richard Eugene Cheney
Richard Eugene Cheney (Cleveland, 17 maggio 1908 – Dreieich, 30 agosto 1967) è stato un compositore di scacchi statunitense.

## Biografia
Visse a lungo in Germania, dove svolse l'attività di insegnante di lingua inglese.
Nel 1957 la FIDE, tramite la PCCC, lo nominò Giudice internazionale per la composizione.
Morì all'età di 59 anni a Dreieich, cittadina tedesca circa 10 km a sud di Francoforte sul Meno.

## Opera
Scrisse due libri sul problema di scacchi: A Chess Silhouette: One Hundred Chess Problems by the Reverend Gilbert Dobbs, con Alain C. White, Overbrook Press, Stamford, 1942;
The Two-Move Chess Problem in the Soviet Union 1923-1943, con A. Buschke e White, Overbrook Press, Stamford, 1943.
Prende il suo nome il tema Cheney del tre mosse: - « Il nero para una minaccia inchiodando un pezzo bianco, che viene però schiodato con l'interposizione di un secondo pezzo bianco ». Il problema a sinistra è un esempio di questo tema.
Nota: da non confondere con George Nelson Cheney (1837-1861), noto per il tema « Cheney-Loyd » dei problemi in tre mosse (nessuna parentela).

## Problemi d'esempio
|   | a | b | c | d | e | f | g | h |   |
| 8 | e8 alfiere del bianco · a7 re del bianco · e7 pedone del nero · e6 cavallo del nero · f6 donna del bianco · a5 re del nero · c5 pedone del nero · a4 cavallo del bianco · b4 pedone del nero · e4 torre del nero · f4 pedone del nero · h4 donna del nero · d3 cavallo del bianco · f3 alfiere del nero · g3 alfiere del nero · f2 pedone del bianco · h2 torre del bianco · c1 torre del nero | e8 alfiere del bianco · a7 re del bianco · e7 pedone del nero · e6 cavallo del nero · f6 donna del bianco · a5 re del nero · c5 pedone del nero · a4 cavallo del bianco · b4 pedone del nero · e4 torre del nero · f4 pedone del nero · h4 donna del nero · d3 cavallo del bianco · f3 alfiere del nero · g3 alfiere del nero · f2 pedone del bianco · h2 torre del bianco · c1 torre del nero | e8 alfiere del bianco · a7 re del bianco · e7 pedone del nero · e6 cavallo del nero · f6 donna del bianco · a5 re del nero · c5 pedone del nero · a4 cavallo del bianco · b4 pedone del nero · e4 torre del nero · f4 pedone del nero · h4 donna del nero · d3 cavallo del bianco · f3 alfiere del nero · g3 alfiere del nero · f2 pedone del bianco · h2 torre del bianco · c1 torre del nero | e8 alfiere del bianco · a7 re del bianco · e7 pedone del nero · e6 cavallo del nero · f6 donna del bianco · a5 re del nero · c5 pedone del nero · a4 cavallo del bianco · b4 pedone del nero · e4 torre del nero · f4 pedone del nero · h4 donna del nero · d3 cavallo del bianco · f3 alfiere del nero · g3 alfiere del nero · f2 pedone del bianco · h2 torre del bianco · c1 torre del nero | e8 alfiere del bianco · a7 re del bianco · e7 pedone del nero · e6 cavallo del nero · f6 donna del bianco · a5 re del nero · c5 pedone del nero · a4 cavallo del bianco · b4 pedone del nero · e4 torre del nero · f4 pedone del nero · h4 donna del nero · d3 cavallo del bianco · f3 alfiere del nero · g3 alfiere del nero · f2 pedone del bianco · h2 torre del bianco · c1 torre del nero | e8 alfiere del bianco · a7 re del bianco · e7 pedone del nero · e6 cavallo del nero · f6 donna del bianco · a5 re del nero · c5 pedone del nero · a4 cavallo del bianco · b4 pedone del nero · e4 torre del nero · f4 pedone del nero · h4 donna del nero · d3 cavallo del bianco · f3 alfiere del nero · g3 alfiere del nero · f2 pedone del bianco · h2 torre del bianco · c1 torre del nero | e8 alfiere del bianco · a7 re del bianco · e7 pedone del nero · e6 cavallo del nero · f6 donna del bianco · a5 re del nero · c5 pedone del nero · a4 cavallo del bianco · b4 pedone del nero · e4 torre del nero · f4 pedone del nero · h4 donna del nero · d3 cavallo del bianco · f3 alfiere del nero · g3 alfiere del nero · f2 pedone del bianco · h2 torre del bianco · c1 torre del nero | e8 alfiere del bianco · a7 re del bianco · e7 pedone del nero · e6 cavallo del nero · f6 donna del bianco · a5 re del nero · c5 pedone del nero · a4 cavallo del bianco · b4 pedone del nero · e4 torre del nero · f4 pedone del nero · h4 donna del nero · d3 cavallo del bianco · f3 alfiere del nero · g3 alfiere del nero · f2 pedone del bianco · h2 torre del bianco · c1 torre del nero | 8 |
| 7 | e8 alfiere del bianco · a7 re del bianco · e7 pedone del nero · e6 cavallo del nero · f6 donna del bianco · a5 re del nero · c5 pedone del nero · a4 cavallo del bianco · b4 pedone del nero · e4 torre del nero · f4 pedone del nero · h4 donna del nero · d3 cavallo del bianco · f3 alfiere del nero · g3 alfiere del nero · f2 pedone del bianco · h2 torre del bianco · c1 torre del nero | e8 alfiere del bianco · a7 re del bianco · e7 pedone del nero · e6 cavallo del nero · f6 donna del bianco · a5 re del nero · c5 pedone del nero · a4 cavallo del bianco · b4 pedone del nero · e4 torre del nero · f4 pedone del nero · h4 donna del nero · d3 cavallo del bianco · f3 alfiere del nero · g3 alfiere del nero · f2 pedone del bianco · h2 torre del bianco · c1 torre del nero | e8 alfiere del bianco · a7 re del bianco · e7 pedone del nero · e6 cavallo del nero · f6 donna del bianco · a5 re del nero · c5 pedone del nero · a4 cavallo del bianco · b4 pedone del nero · e4 torre del nero · f4 pedone del nero · h4 donna del nero · d3 cavallo del bianco · f3 alfiere del nero · g3 alfiere del nero · f2 pedone del bianco · h2 torre del bianco · c1 torre del nero | e8 alfiere del bianco · a7 re del bianco · e7 pedone del nero · e6 cavallo del nero · f6 donna del bianco · a5 re del nero · c5 pedone del nero · a4 cavallo del bianco · b4 pedone del nero · e4 torre del nero · f4 pedone del nero · h4 donna del nero · d3 cavallo del bianco · f3 alfiere del nero · g3 alfiere del nero · f2 pedone del bianco · h2 torre del bianco · c1 torre del nero | e8 alfiere del bianco · a7 re del bianco · e7 pedone del nero · e6 cavallo del nero · f6 donna del bianco · a5 re del nero · c5 pedone del nero · a4 cavallo del bianco · b4 pedone del nero · e4 torre del nero · f4 pedone del nero · h4 donna del nero · d3 cavallo del bianco · f3 alfiere del nero · g3 alfiere del nero · f2 pedone del bianco · h2 torre del bianco · c1 torre del nero | e8 alfiere del bianco · a7 re del bianco · e7 pedone del nero · e6 cavallo del nero · f6 donna del bianco · a5 re del nero · c5 pedone del nero · a4 cavallo del bianco · b4 pedone del nero · e4 torre del nero · f4 pedone del nero · h4 donna del nero · d3 cavallo del bianco · f3 alfiere del nero · g3 alfiere del nero · f2 pedone del bianco · h2 torre del bianco · c1 torre del nero | e8 alfiere del bianco · a7 re del bianco · e7 pedone del nero · e6 cavallo del nero · f6 donna del bianco · a5 re del nero · c5 pedone del nero · a4 cavallo del bianco · b4 pedone del nero · e4 torre del nero · f4 pedone del nero · h4 donna del nero · d3 cavallo del bianco · f3 alfiere del nero · g3 alfiere del nero · f2 pedone del bianco · h2 torre del bianco · c1 torre del nero | e8 alfiere del bianco · a7 re del bianco · e7 pedone del nero · e6 cavallo del nero · f6 donna del bianco · a5 re del nero · c5 pedone del nero · a4 cavallo del bianco · b4 pedone del nero · e4 torre del nero · f4 pedone del nero · h4 donna del nero · d3 cavallo del bianco · f3 alfiere del nero · g3 alfiere del nero · f2 pedone del bianco · h2 torre del bianco · c1 torre del nero | 7 |
| 6 | e8 alfiere del bianco · a7 re del bianco · e7 pedone del nero · e6 cavallo del nero · f6 donna del bianco · a5 re del nero · c5 pedone del nero · a4 cavallo del bianco · b4 pedone del nero · e4 torre del nero · f4 pedone del nero · h4 donna del nero · d3 cavallo del bianco · f3 alfiere del nero · g3 alfiere del nero · f2 pedone del bianco · h2 torre del bianco · c1 torre del nero | e8 alfiere del bianco · a7 re del bianco · e7 pedone del nero · e6 cavallo del nero · f6 donna del bianco · a5 re del nero · c5 pedone del nero · a4 cavallo del bianco · b4 pedone del nero · e4 torre del nero · f4 pedone del nero · h4 donna del nero · d3 cavallo del bianco · f3 alfiere del nero · g3 alfiere del nero · f2 pedone del bianco · h2 torre del bianco · c1 torre del nero | e8 alfiere del bianco · a7 re del bianco · e7 pedone del nero · e6 cavallo del nero · f6 donna del bianco · a5 re del nero · c5 pedone del nero · a4 cavallo del bianco · b4 pedone del nero · e4 torre del nero · f4 pedone del nero · h4 donna del nero · d3 cavallo del bianco · f3 alfiere del nero · g3 alfiere del nero · f2 pedone del bianco · h2 torre del bianco · c1 torre del nero | e8 alfiere del bianco · a7 re del bianco · e7 pedone del nero · e6 cavallo del nero · f6 donna del bianco · a5 re del nero · c5 pedone del nero · a4 cavallo del bianco · b4 pedone del nero · e4 torre del nero · f4 pedone del nero · h4 donna del nero · d3 cavallo del bianco · f3 alfiere del nero · g3 alfiere del nero · f2 pedone del bianco · h2 torre del bianco · c1 torre del nero | e8 alfiere del bianco · a7 re del bianco · e7 pedone del nero · e6 cavallo del nero · f6 donna del bianco · a5 re del nero · c5 pedone del nero · a4 cavallo del bianco · b4 pedone del nero · e4 torre del nero · f4 pedone del nero · h4 donna del nero · d3 cavallo del bianco · f3 alfiere del nero · g3 alfiere del nero · f2 pedone del bianco · h2 torre del bianco · c1 torre del nero | e8 alfiere del bianco · a7 re del bianco · e7 pedone del nero · e6 cavallo del nero · f6 donna del bianco · a5 re del nero · c5 pedone del nero · a4 cavallo del bianco · b4 pedone del nero · e4 torre del nero · f4 pedone del nero · h4 donna del nero · d3 cavallo del bianco · f3 alfiere del nero · g3 alfiere del nero · f2 pedone del bianco · h2 torre del bianco · c1 torre del nero | e8 alfiere del bianco · a7 re del bianco · e7 pedone del nero · e6 cavallo del nero · f6 donna del bianco · a5 re del nero · c5 pedone del nero · a4 cavallo del bianco · b4 pedone del nero · e4 torre del nero · f4 pedone del nero · h4 donna del nero · d3 cavallo del bianco · f3 alfiere del nero · g3 alfiere del nero · f2 pedone del bianco · h2 torre del bianco · c1 torre del nero | e8 alfiere del bianco · a7 re del bianco · e7 pedone del nero · e6 cavallo del nero · f6 donna del bianco · a5 re del nero · c5 pedone del nero · a4 cavallo del bianco · b4 pedone del nero · e4 torre del nero · f4 pedone del nero · h4 donna del nero · d3 cavallo del bianco · f3 alfiere del nero · g3 alfiere del nero · f2 pedone del bianco · h2 torre del bianco · c1 torre del nero | 6 |
| 5 | e8 alfiere del bianco · a7 re del bianco · e7 pedone del nero · e6 cavallo del nero · f6 donna del bianco · a5 re del nero · c5 pedone del nero · a4 cavallo del bianco · b4 pedone del nero · e4 torre del nero · f4 pedone del nero · h4 donna del nero · d3 cavallo del bianco · f3 alfiere del nero · g3 alfiere del nero · f2 pedone del bianco · h2 torre del bianco · c1 torre del nero | e8 alfiere del bianco · a7 re del bianco · e7 pedone del nero · e6 cavallo del nero · f6 donna del bianco · a5 re del nero · c5 pedone del nero · a4 cavallo del bianco · b4 pedone del nero · e4 torre del nero · f4 pedone del nero · h4 donna del nero · d3 cavallo del bianco · f3 alfiere del nero · g3 alfiere del nero · f2 pedone del bianco · h2 torre del bianco · c1 torre del nero | e8 alfiere del bianco · a7 re del bianco · e7 pedone del nero · e6 cavallo del nero · f6 donna del bianco · a5 re del nero · c5 pedone del nero · a4 cavallo del bianco · b4 pedone del nero · e4 torre del nero · f4 pedone del nero · h4 donna del nero · d3 cavallo del bianco · f3 alfiere del nero · g3 alfiere del nero · f2 pedone del bianco · h2 torre del bianco · c1 torre del nero | e8 alfiere del bianco · a7 re del bianco · e7 pedone del nero · e6 cavallo del nero · f6 donna del bianco · a5 re del nero · c5 pedone del nero · a4 cavallo del bianco · b4 pedone del nero · e4 torre del nero · f4 pedone del nero · h4 donna del nero · d3 cavallo del bianco · f3 alfiere del nero · g3 alfiere del nero · f2 pedone del bianco · h2 torre del bianco · c1 torre del nero | e8 alfiere del bianco · a7 re del bianco · e7 pedone del nero · e6 cavallo del nero · f6 donna del bianco · a5 re del nero · c5 pedone del nero · a4 cavallo del bianco · b4 pedone del nero · e4 torre del nero · f4 pedone del nero · h4 donna del nero · d3 cavallo del bianco · f3 alfiere del nero · g3 alfiere del nero · f2 pedone del bianco · h2 torre del bianco · c1 torre del nero | e8 alfiere del bianco · a7 re del bianco · e7 pedone del nero · e6 cavallo del nero · f6 donna del bianco · a5 re del nero · c5 pedone del nero · a4 cavallo del bianco · b4 pedone del nero · e4 torre del nero · f4 pedone del nero · h4 donna del nero · d3 cavallo del bianco · f3 alfiere del nero · g3 alfiere del nero · f2 pedone del bianco · h2 torre del bianco · c1 torre del nero | e8 alfiere del bianco · a7 re del bianco · e7 pedone del nero · e6 cavallo del nero · f6 donna del bianco · a5 re del nero · c5 pedone del nero · a4 cavallo del bianco · b4 pedone del nero · e4 torre del nero · f4 pedone del nero · h4 donna del nero · d3 cavallo del bianco · f3 alfiere del nero · g3 alfiere del nero · f2 pedone del bianco · h2 torre del bianco · c1 torre del nero | e8 alfiere del bianco · a7 re del bianco · e7 pedone del nero · e6 cavallo del nero · f6 donna del bianco · a5 re del nero · c5 pedone del nero · a4 cavallo del bianco · b4 pedone del nero · e4 torre del nero · f4 pedone del nero · h4 donna del nero · d3 cavallo del bianco · f3 alfiere del nero · g3 alfiere del nero · f2 pedone del bianco · h2 torre del bianco · c1 torre del nero | 5 |
| 4 | e8 alfiere del bianco · a7 re del bianco · e7 pedone del nero · e6 cavallo del nero · f6 donna del bianco · a5 re del nero · c5 pedone del nero · a4 cavallo del bianco · b4 pedone del nero · e4 torre del nero · f4 pedone del nero · h4 donna del nero · d3 cavallo del bianco · f3 alfiere del nero · g3 alfiere del nero · f2 pedone del bianco · h2 torre del bianco · c1 torre del nero | e8 alfiere del bianco · a7 re del bianco · e7 pedone del nero · e6 cavallo del nero · f6 donna del bianco · a5 re del nero · c5 pedone del nero · a4 cavallo del bianco · b4 pedone del nero · e4 torre del nero · f4 pedone del nero · h4 donna del nero · d3 cavallo del bianco · f3 alfiere del nero · g3 alfiere del nero · f2 pedone del bianco · h2 torre del bianco · c1 torre del nero | e8 alfiere del bianco · a7 re del bianco · e7 pedone del nero · e6 cavallo del nero · f6 donna del bianco · a5 re del nero · c5 pedone del nero · a4 cavallo del bianco · b4 pedone del nero · e4 torre del nero · f4 pedone del nero · h4 donna del nero · d3 cavallo del bianco · f3 alfiere del nero · g3 alfiere del nero · f2 pedone del bianco · h2 torre del bianco · c1 torre del nero | e8 alfiere del bianco · a7 re del bianco · e7 pedone del nero · e6 cavallo del nero · f6 donna del bianco · a5 re del nero · c5 pedone del nero · a4 cavallo del bianco · b4 pedone del nero · e4 torre del nero · f4 pedone del nero · h4 donna del nero · d3 cavallo del bianco · f3 alfiere del nero · g3 alfiere del nero · f2 pedone del bianco · h2 torre del bianco · c1 torre del nero | e8 alfiere del bianco · a7 re del bianco · e7 pedone del nero · e6 cavallo del nero · f6 donna del bianco · a5 re del nero · c5 pedone del nero · a4 cavallo del bianco · b4 pedone del nero · e4 torre del nero · f4 pedone del nero · h4 donna del nero · d3 cavallo del bianco · f3 alfiere del nero · g3 alfiere del nero · f2 pedone del bianco · h2 torre del bianco · c1 torre del nero | e8 alfiere del bianco · a7 re del bianco · e7 pedone del nero · e6 cavallo del nero · f6 donna del bianco · a5 re del nero · c5 pedone del nero · a4 cavallo del bianco · b4 pedone del nero · e4 torre del nero · f4 pedone del nero · h4 donna del nero · d3 cavallo del bianco · f3 alfiere del nero · g3 alfiere del nero · f2 pedone del bianco · h2 torre del bianco · c1 torre del nero | e8 alfiere del bianco · a7 re del bianco · e7 pedone del nero · e6 cavallo del nero · f6 donna del bianco · a5 re del nero · c5 pedone del nero · a4 cavallo del bianco · b4 pedone del nero · e4 torre del nero · f4 pedone del nero · h4 donna del nero · d3 cavallo del bianco · f3 alfiere del nero · g3 alfiere del nero · f2 pedone del bianco · h2 torre del bianco · c1 torre del nero | e8 alfiere del bianco · a7 re del bianco · e7 pedone del nero · e6 cavallo del nero · f6 donna del bianco · a5 re del nero · c5 pedone del nero · a4 cavallo del bianco · b4 pedone del nero · e4 torre del nero · f4 pedone del nero · h4 donna del nero · d3 cavallo del bianco · f3 alfiere del nero · g3 alfiere del nero · f2 pedone del bianco · h2 torre del bianco · c1 torre del nero | 4 |
| 3 | e8 alfiere del bianco · a7 re del bianco · e7 pedone del nero · e6 cavallo del nero · f6 donna del bianco · a5 re del nero · c5 pedone del nero · a4 cavallo del bianco · b4 pedone del nero · e4 torre del nero · f4 pedone del nero · h4 donna del nero · d3 cavallo del bianco · f3 alfiere del nero · g3 alfiere del nero · f2 pedone del bianco · h2 torre del bianco · c1 torre del nero | e8 alfiere del bianco · a7 re del bianco · e7 pedone del nero · e6 cavallo del nero · f6 donna del bianco · a5 re del nero · c5 pedone del nero · a4 cavallo del bianco · b4 pedone del nero · e4 torre del nero · f4 pedone del nero · h4 donna del nero · d3 cavallo del bianco · f3 alfiere del nero · g3 alfiere del nero · f2 pedone del bianco · h2 torre del bianco · c1 torre del nero | e8 alfiere del bianco · a7 re del bianco · e7 pedone del nero · e6 cavallo del nero · f6 donna del bianco · a5 re del nero · c5 pedone del nero · a4 cavallo del bianco · b4 pedone del nero · e4 torre del nero · f4 pedone del nero · h4 donna del nero · d3 cavallo del bianco · f3 alfiere del nero · g3 alfiere del nero · f2 pedone del bianco · h2 torre del bianco · c1 torre del nero | e8 alfiere del bianco · a7 re del bianco · e7 pedone del nero · e6 cavallo del nero · f6 donna del bianco · a5 re del nero · c5 pedone del nero · a4 cavallo del bianco · b4 pedone del nero · e4 torre del nero · f4 pedone del nero · h4 donna del nero · d3 cavallo del bianco · f3 alfiere del nero · g3 alfiere del nero · f2 pedone del bianco · h2 torre del bianco · c1 torre del nero | e8 alfiere del bianco · a7 re del bianco · e7 pedone del nero · e6 cavallo del nero · f6 donna del bianco · a5 re del nero · c5 pedone del nero · a4 cavallo del bianco · b4 pedone del nero · e4 torre del nero · f4 pedone del nero · h4 donna del nero · d3 cavallo del bianco · f3 alfiere del nero · g3 alfiere del nero · f2 pedone del bianco · h2 torre del bianco · c1 torre del nero | e8 alfiere del bianco · a7 re del bianco · e7 pedone del nero · e6 cavallo del nero · f6 donna del bianco · a5 re del nero · c5 pedone del nero · a4 cavallo del bianco · b4 pedone del nero · e4 torre del nero · f4 pedone del nero · h4 donna del nero · d3 cavallo del bianco · f3 alfiere del nero · g3 alfiere del nero · f2 pedone del bianco · h2 torre del bianco · c1 torre del nero | e8 alfiere del bianco · a7 re del bianco · e7 pedone del nero · e6 cavallo del nero · f6 donna del bianco · a5 re del nero · c5 pedone del nero · a4 cavallo del bianco · b4 pedone del nero · e4 torre del nero · f4 pedone del nero · h4 donna del nero · d3 cavallo del bianco · f3 alfiere del nero · g3 alfiere del nero · f2 pedone del bianco · h2 torre del bianco · c1 torre del nero | e8 alfiere del bianco · a7 re del bianco · e7 pedone del nero · e6 cavallo del nero · f6 donna del bianco · a5 re del nero · c5 pedone del nero · a4 cavallo del bianco · b4 pedone del nero · e4 torre del nero · f4 pedone del nero · h4 donna del nero · d3 cavallo del bianco · f3 alfiere del nero · g3 alfiere del nero · f2 pedone del bianco · h2 torre del bianco · c1 torre del nero | 3 |
| 2 | e8 alfiere del bianco · a7 re del bianco · e7 pedone del nero · e6 cavallo del nero · f6 donna del bianco · a5 re del nero · c5 pedone del nero · a4 cavallo del bianco · b4 pedone del nero · e4 torre del nero · f4 pedone del nero · h4 donna del nero · d3 cavallo del bianco · f3 alfiere del nero · g3 alfiere del nero · f2 pedone del bianco · h2 torre del bianco · c1 torre del nero | e8 alfiere del bianco · a7 re del bianco · e7 pedone del nero · e6 cavallo del nero · f6 donna del bianco · a5 re del nero · c5 pedone del nero · a4 cavallo del bianco · b4 pedone del nero · e4 torre del nero · f4 pedone del nero · h4 donna del nero · d3 cavallo del bianco · f3 alfiere del nero · g3 alfiere del nero · f2 pedone del bianco · h2 torre del bianco · c1 torre del nero | e8 alfiere del bianco · a7 re del bianco · e7 pedone del nero · e6 cavallo del nero · f6 donna del bianco · a5 re del nero · c5 pedone del nero · a4 cavallo del bianco · b4 pedone del nero · e4 torre del nero · f4 pedone del nero · h4 donna del nero · d3 cavallo del bianco · f3 alfiere del nero · g3 alfiere del nero · f2 pedone del bianco · h2 torre del bianco · c1 torre del nero | e8 alfiere del bianco · a7 re del bianco · e7 pedone del nero · e6 cavallo del nero · f6 donna del bianco · a5 re del nero · c5 pedone del nero · a4 cavallo del bianco · b4 pedone del nero · e4 torre del nero · f4 pedone del nero · h4 donna del nero · d3 cavallo del bianco · f3 alfiere del nero · g3 alfiere del nero · f2 pedone del bianco · h2 torre del bianco · c1 torre del nero | e8 alfiere del bianco · a7 re del bianco · e7 pedone del nero · e6 cavallo del nero · f6 donna del bianco · a5 re del nero · c5 pedone del nero · a4 cavallo del bianco · b4 pedone del nero · e4 torre del nero · f4 pedone del nero · h4 donna del nero · d3 cavallo del bianco · f3 alfiere del nero · g3 alfiere del nero · f2 pedone del bianco · h2 torre del bianco · c1 torre del nero | e8 alfiere del bianco · a7 re del bianco · e7 pedone del nero · e6 cavallo del nero · f6 donna del bianco · a5 re del nero · c5 pedone del nero · a4 cavallo del bianco · b4 pedone del nero · e4 torre del nero · f4 pedone del nero · h4 donna del nero · d3 cavallo del bianco · f3 alfiere del nero · g3 alfiere del nero · f2 pedone del bianco · h2 torre del bianco · c1 torre del nero | e8 alfiere del bianco · a7 re del bianco · e7 pedone del nero · e6 cavallo del nero · f6 donna del bianco · a5 re del nero · c5 pedone del nero · a4 cavallo del bianco · b4 pedone del nero · e4 torre del nero · f4 pedone del nero · h4 donna del nero · d3 cavallo del bianco · f3 alfiere del nero · g3 alfiere del nero · f2 pedone del bianco · h2 torre del bianco · c1 torre del nero | e8 alfiere del bianco · a7 re del bianco · e7 pedone del nero · e6 cavallo del nero · f6 donna del bianco · a5 re del nero · c5 pedone del nero · a4 cavallo del bianco · b4 pedone del nero · e4 torre del nero · f4 pedone del nero · h4 donna del nero · d3 cavallo del bianco · f3 alfiere del nero · g3 alfiere del nero · f2 pedone del bianco · h2 torre del bianco · c1 torre del nero | 2 |
| 1 | e8 alfiere del bianco · a7 re del bianco · e7 pedone del nero · e6 cavallo del nero · f6 donna del bianco · a5 re del nero · c5 pedone del nero · a4 cavallo del bianco · b4 pedone del nero · e4 torre del nero · f4 pedone del nero · h4 donna del nero · d3 cavallo del bianco · f3 alfiere del nero · g3 alfiere del nero · f2 pedone del bianco · h2 torre del bianco · c1 torre del nero | e8 alfiere del bianco · a7 re del bianco · e7 pedone del nero · e6 cavallo del nero · f6 donna del bianco · a5 re del nero · c5 pedone del nero · a4 cavallo del bianco · b4 pedone del nero · e4 torre del nero · f4 pedone del nero · h4 donna del nero · d3 cavallo del bianco · f3 alfiere del nero · g3 alfiere del nero · f2 pedone del bianco · h2 torre del bianco · c1 torre del nero | e8 alfiere del bianco · a7 re del bianco · e7 pedone del nero · e6 cavallo del nero · f6 donna del bianco · a5 re del nero · c5 pedone del nero · a4 cavallo del bianco · b4 pedone del nero · e4 torre del nero · f4 pedone del nero · h4 donna del nero · d3 cavallo del bianco · f3 alfiere del nero · g3 alfiere del nero · f2 pedone del bianco · h2 torre del bianco · c1 torre del nero | e8 alfiere del bianco · a7 re del bianco · e7 pedone del nero · e6 cavallo del nero · f6 donna del bianco · a5 re del nero · c5 pedone del nero · a4 cavallo del bianco · b4 pedone del nero · e4 torre del nero · f4 pedone del nero · h4 donna del nero · d3 cavallo del bianco · f3 alfiere del nero · g3 alfiere del nero · f2 pedone del bianco · h2 torre del bianco · c1 torre del nero | e8 alfiere del bianco · a7 re del bianco · e7 pedone del nero · e6 cavallo del nero · f6 donna del bianco · a5 re del nero · c5 pedone del nero · a4 cavallo del bianco · b4 pedone del nero · e4 torre del nero · f4 pedone del nero · h4 donna del nero · d3 cavallo del bianco · f3 alfiere del nero · g3 alfiere del nero · f2 pedone del bianco · h2 torre del bianco · c1 torre del nero | e8 alfiere del bianco · a7 re del bianco · e7 pedone del nero · e6 cavallo del nero · f6 donna del bianco · a5 re del nero · c5 pedone del nero · a4 cavallo del bianco · b4 pedone del nero · e4 torre del nero · f4 pedone del nero · h4 donna del nero · d3 cavallo del bianco · f3 alfiere del nero · g3 alfiere del nero · f2 pedone del bianco · h2 torre del bianco · c1 torre del nero | e8 alfiere del bianco · a7 re del bianco · e7 pedone del nero · e6 cavallo del nero · f6 donna del bianco · a5 re del nero · c5 pedone del nero · a4 cavallo del bianco · b4 pedone del nero · e4 torre del nero · f4 pedone del nero · h4 donna del nero · d3 cavallo del bianco · f3 alfiere del nero · g3 alfiere del nero · f2 pedone del bianco · h2 torre del bianco · c1 torre del nero | e8 alfiere del bianco · a7 re del bianco · e7 pedone del nero · e6 cavallo del nero · f6 donna del bianco · a5 re del nero · c5 pedone del nero · a4 cavallo del bianco · b4 pedone del nero · e4 torre del nero · f4 pedone del nero · h4 donna del nero · d3 cavallo del bianco · f3 alfiere del nero · g3 alfiere del nero · f2 pedone del bianco · h2 torre del bianco · c1 torre del nero | 1 |
|   | a | b | c | d | e | f | g | h |   |

Soluzione:
1. Caxc5 !  (min. 2. Cb3# o 2. Cb7#)

|   | a | b | c | d | e | f | g | h |   |
| 8 | h7 re del bianco · g6 alfiere del bianco · a2 alfiere del nero · b2 pedone del nero · a1 re del nero · b1 cavallo del bianco · d1 donna del bianco | h7 re del bianco · g6 alfiere del bianco · a2 alfiere del nero · b2 pedone del nero · a1 re del nero · b1 cavallo del bianco · d1 donna del bianco | h7 re del bianco · g6 alfiere del bianco · a2 alfiere del nero · b2 pedone del nero · a1 re del nero · b1 cavallo del bianco · d1 donna del bianco | h7 re del bianco · g6 alfiere del bianco · a2 alfiere del nero · b2 pedone del nero · a1 re del nero · b1 cavallo del bianco · d1 donna del bianco | h7 re del bianco · g6 alfiere del bianco · a2 alfiere del nero · b2 pedone del nero · a1 re del nero · b1 cavallo del bianco · d1 donna del bianco | h7 re del bianco · g6 alfiere del bianco · a2 alfiere del nero · b2 pedone del nero · a1 re del nero · b1 cavallo del bianco · d1 donna del bianco | h7 re del bianco · g6 alfiere del bianco · a2 alfiere del nero · b2 pedone del nero · a1 re del nero · b1 cavallo del bianco · d1 donna del bianco | h7 re del bianco · g6 alfiere del bianco · a2 alfiere del nero · b2 pedone del nero · a1 re del nero · b1 cavallo del bianco · d1 donna del bianco | 8 |
| 7 | h7 re del bianco · g6 alfiere del bianco · a2 alfiere del nero · b2 pedone del nero · a1 re del nero · b1 cavallo del bianco · d1 donna del bianco | h7 re del bianco · g6 alfiere del bianco · a2 alfiere del nero · b2 pedone del nero · a1 re del nero · b1 cavallo del bianco · d1 donna del bianco | h7 re del bianco · g6 alfiere del bianco · a2 alfiere del nero · b2 pedone del nero · a1 re del nero · b1 cavallo del bianco · d1 donna del bianco | h7 re del bianco · g6 alfiere del bianco · a2 alfiere del nero · b2 pedone del nero · a1 re del nero · b1 cavallo del bianco · d1 donna del bianco | h7 re del bianco · g6 alfiere del bianco · a2 alfiere del nero · b2 pedone del nero · a1 re del nero · b1 cavallo del bianco · d1 donna del bianco | h7 re del bianco · g6 alfiere del bianco · a2 alfiere del nero · b2 pedone del nero · a1 re del nero · b1 cavallo del bianco · d1 donna del bianco | h7 re del bianco · g6 alfiere del bianco · a2 alfiere del nero · b2 pedone del nero · a1 re del nero · b1 cavallo del bianco · d1 donna del bianco | h7 re del bianco · g6 alfiere del bianco · a2 alfiere del nero · b2 pedone del nero · a1 re del nero · b1 cavallo del bianco · d1 donna del bianco | 7 |
| 6 | h7 re del bianco · g6 alfiere del bianco · a2 alfiere del nero · b2 pedone del nero · a1 re del nero · b1 cavallo del bianco · d1 donna del bianco | h7 re del bianco · g6 alfiere del bianco · a2 alfiere del nero · b2 pedone del nero · a1 re del nero · b1 cavallo del bianco · d1 donna del bianco | h7 re del bianco · g6 alfiere del bianco · a2 alfiere del nero · b2 pedone del nero · a1 re del nero · b1 cavallo del bianco · d1 donna del bianco | h7 re del bianco · g6 alfiere del bianco · a2 alfiere del nero · b2 pedone del nero · a1 re del nero · b1 cavallo del bianco · d1 donna del bianco | h7 re del bianco · g6 alfiere del bianco · a2 alfiere del nero · b2 pedone del nero · a1 re del nero · b1 cavallo del bianco · d1 donna del bianco | h7 re del bianco · g6 alfiere del bianco · a2 alfiere del nero · b2 pedone del nero · a1 re del nero · b1 cavallo del bianco · d1 donna del bianco | h7 re del bianco · g6 alfiere del bianco · a2 alfiere del nero · b2 pedone del nero · a1 re del nero · b1 cavallo del bianco · d1 donna del bianco | h7 re del bianco · g6 alfiere del bianco · a2 alfiere del nero · b2 pedone del nero · a1 re del nero · b1 cavallo del bianco · d1 donna del bianco | 6 |
| 5 | h7 re del bianco · g6 alfiere del bianco · a2 alfiere del nero · b2 pedone del nero · a1 re del nero · b1 cavallo del bianco · d1 donna del bianco | h7 re del bianco · g6 alfiere del bianco · a2 alfiere del nero · b2 pedone del nero · a1 re del nero · b1 cavallo del bianco · d1 donna del bianco | h7 re del bianco · g6 alfiere del bianco · a2 alfiere del nero · b2 pedone del nero · a1 re del nero · b1 cavallo del bianco · d1 donna del bianco | h7 re del bianco · g6 alfiere del bianco · a2 alfiere del nero · b2 pedone del nero · a1 re del nero · b1 cavallo del bianco · d1 donna del bianco | h7 re del bianco · g6 alfiere del bianco · a2 alfiere del nero · b2 pedone del nero · a1 re del nero · b1 cavallo del bianco · d1 donna del bianco | h7 re del bianco · g6 alfiere del bianco · a2 alfiere del nero · b2 pedone del nero · a1 re del nero · b1 cavallo del bianco · d1 donna del bianco | h7 re del bianco · g6 alfiere del bianco · a2 alfiere del nero · b2 pedone del nero · a1 re del nero · b1 cavallo del bianco · d1 donna del bianco | h7 re del bianco · g6 alfiere del bianco · a2 alfiere del nero · b2 pedone del nero · a1 re del nero · b1 cavallo del bianco · d1 donna del bianco | 5 |
| 4 | h7 re del bianco · g6 alfiere del bianco · a2 alfiere del nero · b2 pedone del nero · a1 re del nero · b1 cavallo del bianco · d1 donna del bianco | h7 re del bianco · g6 alfiere del bianco · a2 alfiere del nero · b2 pedone del nero · a1 re del nero · b1 cavallo del bianco · d1 donna del bianco | h7 re del bianco · g6 alfiere del bianco · a2 alfiere del nero · b2 pedone del nero · a1 re del nero · b1 cavallo del bianco · d1 donna del bianco | h7 re del bianco · g6 alfiere del bianco · a2 alfiere del nero · b2 pedone del nero · a1 re del nero · b1 cavallo del bianco · d1 donna del bianco | h7 re del bianco · g6 alfiere del bianco · a2 alfiere del nero · b2 pedone del nero · a1 re del nero · b1 cavallo del bianco · d1 donna del bianco | h7 re del bianco · g6 alfiere del bianco · a2 alfiere del nero · b2 pedone del nero · a1 re del nero · b1 cavallo del bianco · d1 donna del bianco | h7 re del bianco · g6 alfiere del bianco · a2 alfiere del nero · b2 pedone del nero · a1 re del nero · b1 cavallo del bianco · d1 donna del bianco | h7 re del bianco · g6 alfiere del bianco · a2 alfiere del nero · b2 pedone del nero · a1 re del nero · b1 cavallo del bianco · d1 donna del bianco | 4 |
| 3 | h7 re del bianco · g6 alfiere del bianco · a2 alfiere del nero · b2 pedone del nero · a1 re del nero · b1 cavallo del bianco · d1 donna del bianco | h7 re del bianco · g6 alfiere del bianco · a2 alfiere del nero · b2 pedone del nero · a1 re del nero · b1 cavallo del bianco · d1 donna del bianco | h7 re del bianco · g6 alfiere del bianco · a2 alfiere del nero · b2 pedone del nero · a1 re del nero · b1 cavallo del bianco · d1 donna del bianco | h7 re del bianco · g6 alfiere del bianco · a2 alfiere del nero · b2 pedone del nero · a1 re del nero · b1 cavallo del bianco · d1 donna del bianco | h7 re del bianco · g6 alfiere del bianco · a2 alfiere del nero · b2 pedone del nero · a1 re del nero · b1 cavallo del bianco · d1 donna del bianco | h7 re del bianco · g6 alfiere del bianco · a2 alfiere del nero · b2 pedone del nero · a1 re del nero · b1 cavallo del bianco · d1 donna del bianco | h7 re del bianco · g6 alfiere del bianco · a2 alfiere del nero · b2 pedone del nero · a1 re del nero · b1 cavallo del bianco · d1 donna del bianco | h7 re del bianco · g6 alfiere del bianco · a2 alfiere del nero · b2 pedone del nero · a1 re del nero · b1 cavallo del bianco · d1 donna del bianco | 3 |
| 2 | h7 re del bianco · g6 alfiere del bianco · a2 alfiere del nero · b2 pedone del nero · a1 re del nero · b1 cavallo del bianco · d1 donna del bianco | h7 re del bianco · g6 alfiere del bianco · a2 alfiere del nero · b2 pedone del nero · a1 re del nero · b1 cavallo del bianco · d1 donna del bianco | h7 re del bianco · g6 alfiere del bianco · a2 alfiere del nero · b2 pedone del nero · a1 re del nero · b1 cavallo del bianco · d1 donna del bianco | h7 re del bianco · g6 alfiere del bianco · a2 alfiere del nero · b2 pedone del nero · a1 re del nero · b1 cavallo del bianco · d1 donna del bianco | h7 re del bianco · g6 alfiere del bianco · a2 alfiere del nero · b2 pedone del nero · a1 re del nero · b1 cavallo del bianco · d1 donna del bianco | h7 re del bianco · g6 alfiere del bianco · a2 alfiere del nero · b2 pedone del nero · a1 re del nero · b1 cavallo del bianco · d1 donna del bianco | h7 re del bianco · g6 alfiere del bianco · a2 alfiere del nero · b2 pedone del nero · a1 re del nero · b1 cavallo del bianco · d1 donna del bianco | h7 re del bianco · g6 alfiere del bianco · a2 alfiere del nero · b2 pedone del nero · a1 re del nero · b1 cavallo del bianco · d1 donna del bianco | 2 |
| 1 | h7 re del bianco · g6 alfiere del bianco · a2 alfiere del nero · b2 pedone del nero · a1 re del nero · b1 cavallo del bianco · d1 donna del bianco | h7 re del bianco · g6 alfiere del bianco · a2 alfiere del nero · b2 pedone del nero · a1 re del nero · b1 cavallo del bianco · d1 donna del bianco | h7 re del bianco · g6 alfiere del bianco · a2 alfiere del nero · b2 pedone del nero · a1 re del nero · b1 cavallo del bianco · d1 donna del bianco | h7 re del bianco · g6 alfiere del bianco · a2 alfiere del nero · b2 pedone del nero · a1 re del nero · b1 cavallo del bianco · d1 donna del bianco | h7 re del bianco · g6 alfiere del bianco · a2 alfiere del nero · b2 pedone del nero · a1 re del nero · b1 cavallo del bianco · d1 donna del bianco | h7 re del bianco · g6 alfiere del bianco · a2 alfiere del nero · b2 pedone del nero · a1 re del nero · b1 cavallo del bianco · d1 donna del bianco | h7 re del bianco · g6 alfiere del bianco · a2 alfiere del nero · b2 pedone del nero · a1 re del nero · b1 cavallo del bianco · d1 donna del bianco | h7 re del bianco · g6 alfiere del bianco · a2 alfiere del nero · b2 pedone del nero · a1 re del nero · b1 cavallo del bianco · d1 donna del bianco | 1 |
|   | a | b | c | d | e | f | g | h |   |

Soluzione:
1. Af7 !  (min. 2. Da4 e 3. Dxa2#)

Varianti principali:

1... Axb1  2. Ag6 Ra2  3. Da4#

1... Axf7  2. Cd2+ b1=D+  3. Dxb1#